# Einsteinkreuz
| Einsteinkreuz / Huchras Linse                           | Einsteinkreuz / Huchras Linse                         |
| ------------------------------------------------------- | ----------------------------------------------------- |
|                                                         |                                                       |
| Beobachtungsdaten Äquinoktium: J2000.0, Epoche: J2000.0 |                                                       |
| Sternbild                                               | Pegasus                                               |
| Rektaszension                                           | 22h 40m 30s,3                                         |
| Deklination                                             | +3° 21′ 31″                                           |
| Gravitationslinse: Huchras Linse                        |                                                       |
| Typ                                                     | Galaxie                                               |
| Helligkeit (V-Band)                                     | 16,8 mag                                              |
| Winkelausdehnung                                        | 0,87′ × 0,34′                                         |
| Rotverschiebung                                         | 0,039                                                 |
| Entfernung                                              | 400 Mio. Lichtjahre                                   |
| Katalogbezeichnungen                                    | CGCG 2237+0305 • PGC 69457                            |
| Abgebildetes Objekt: Einsteinkreuz                      |                                                       |
| Typ                                                     | Quasar                                                |
| Winkelausdehnung                                        | 1,6″ × 1,6″                                           |
| Helligkeit (V-Band)                                     | (A) 17,4 mag; (B) 17,4 mag (C) 18,4 mag; (D) 18,7 mag |
| Rotverschiebung                                         | 1,695                                                 |
| Entfernung                                              | ca. 8 Mrd. Lichtjahre                                 |
| Katalogbezeichnungen                                    | QSO B2237+030 • QSO B2237+0305 • QSO J2240+0321       |
| Geschichte                                              |                                                       |
| Entdecker                                               | John Huchra                                           |
| Entdeckung                                              | 1985                                                  |

Das Einsteinkreuz, auch Q2237+030 oder QSO 2237+0305, ist ein Gravitationslinsensystem im Sternbild Pegasus. Der Quasar QSO 2237+0305 steht von der Erde aus gesehen genau hinter dem Kern einer etwa 400 Millionen Lichtjahre entfernten Galaxie, die als Gravitationslinse wirkt und als Huchras Linse bekannt ist (nach John Huchra, der dies 1985 entdeckte). Durch die Gravitationslinse entstehen vier ähnlich helle Bilder in Form eines Kreuzes mit dem Galaxienkern im Zentrum. Der abgebildete Quasar ist etwa acht Milliarden Lichtjahre von der Erde entfernt. Die gegenüberliegenden Bilder des Quasars im Einsteinkreuz haben einen scheinbaren Abstand (Einsteinradius) von 1,6 Winkelsekunden.
Objekte dieser Art sind selten und ließen sich anfangs nur durch gezielte Beobachtung einzelner Objekte entdecken. Seit der Entdeckung dieses Objekts wurden ca. 50 weitere Objekte dieser Art gefunden. Am 7. April 2021 wurden zwölf weitere Objekte veröffentlicht, die durch die Gaia-Mission erkannt und durch weitere Beobachtungen mit Teleskopen bestätigt wurden. Mit den Katalogen ab Gaia DR3 soll es möglich sein, durch Anwendung von künstlicher Intelligenz aus den Informationen über die Spektren weitere hunderte von solchen Objekten zu finden. Anhand dieser Objekte verspricht man sich mehr Informationen über Dunkle Materie.